# Hopfengraben (Fränkische Rezat)
Der Hopfengraben ist ein 2,7 km langer Bach, der bei Bechhofen im Landkreis Ansbach von rechts und Süden in die Fränkische Rezat mündet.

## Verlauf
Der Hopfengraben hat zwei Quellen in der Sandleiten südwestlich von Sauernheim, die sich nach 250 Meter nordöstlicher Fließrichtung zu einem Strang vereinigen. Die Fließrichtung bleibt unverändert bis seiner Mündung als rechter Zufluss in die Fränkische Rezat südlich von Bechhofen. Sie war auch schon ursprünglich relativ gerade ohne Mäander. Das Tal des Hopfengrabens fällt flach auf mit maximalen Höhenunterschieden von 30 Metern. Unmittelbar östlich von Sauernheim speist er einen kleinen Weiher und nimmt den Sauernheimer Graben von links auf. Der Hopfengraben verläuft nun im Waldgebiet Kieselhölzer entlang einer Gemeindeverbindungsstraße an der Hopfenmühle vorbei, die die einzige von dem Bach betriebene Wassermühle war, und mündet von Süden in die Fränkische Rezat.

### BayernAtlas („BA“)
Amtliche Online-Gewässerkarte mit passendem Ausschnitt und den hier benutzten Layern: Lauf und Einzugsgebiet des Hopfengrabens

Allgemeiner Einstieg ohne Voreinstellungen und Layer: BayernAtlas der Bayerischen Staatsregierung (Hinweise)
1. 1 2  Höhe abgefragt auf dem Hintergrundlayer Amtliche Karte (Rechtsklick).
2. ↑  Länge abgemessen auf dem Hintergrundlayer Amtliche Karte.
3. ↑  Einzugsgebiet abgemessen auf dem Hintergrundlayer Amtliche Karte.
4. ↑  Keine Begradigung nach dem Hintergrundlayer Historische Karte.